# Internationaler Mathematikwettbewerb

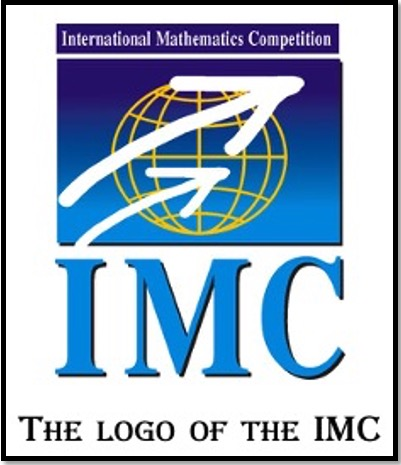

Der Internationale Mathematikwettbewerb für Studierende (IMC) ist ein jährlicher Mathematikwettbewerb, der Studenten in den ersten vier Studienjahren offensteht. Die obere Altersgrenze liegt bei 23, eine untere gibt es nicht. Prinzipiell handelt es sich um einen Wettbewerb zwischen Einzelpersonen, doch die entsendenden Universitäten bilden Teams, deren gemeinsame Leistung ebenfalls in einer Rangliste gewürdigt wird. Die Arbeitssprache ist Englisch. Die Aufgaben stammen aus den Bereichen Algebra, Analysis, Geometrie und Kombinatorik, wobei der Fokus im Gegensatz zu schulischen Wettbewerben wie der Internationalen Mathematik-Olympiade auf typischen Inhalten und Beweistechniken aus dem ersten Jahr eines Mathematikstudiums liegt.
Unter den erfolgreichen ehemaligen Teilnehmern finden sich einige namhafte Mathematiker, darunter zwei Gewinner der Fields-Medaille. Caucher Birkar, der diese 2018 erhielt, nahm an der IMC im Jahr 2000 teil. Maryna Viazovska wurde die Fields-Medaille 2022 verliehen. An der IMC nahm sie vier Mal in den Jahren 2002 bis 2005 teil und gewann zwei Male eine der Goldmedaillen.
Studierende aus über 200 Universitäten aus 50 Ländern nahmen über die ersten 30 Wettbewerbsjahre teil.
Die Organisation erfolgt seit der ersten IMC im Jahr 1994 durch das University College London in Kooperation mit verschiedenen Gastgeberuniversitäten, ursprünglich der Universität Plowdiw. Die Veranstaltung dauert fünf bis sechs Tage, von denen zwei durch die fünfstündige Bearbeitung von jeweils einer Klausur mit fünf Aufgaben (sechs bis 2008) beansprucht werden. Die Aufgaben werden von einem Gremium bestehend aus den Gruppenleitern der teilnehmenden Universitäten beschlossen.

## Veranstaltungsorte
| Nummer | Jahr | Gastgeberstadt | Gastgeberland  |
| ------ | ---- | -------------- | -------------- |
| 1.     | 1994 | Plowdiw        | Bulgarien      |
| 2.     | 1995 | Plowdiw        | Bulgarien      |
| 3.     | 1996 | Plowdiw        | Bulgarien      |
| 4.     | 1997 | Plowdiw        | Bulgarien      |
| 5.     | 1998 | Blagoevgrad    | Bulgarien      |
| 6.     | 1999 | Keszthely      | Ungarn         |
| 7.     | 2000 | London         | England        |
| 8.     | 2001 | Prag           | Tschechien     |
| 9.     | 2002 | Warschau       | Polen          |
| 10.    | 2003 | Cluj-Napoca    | Rumänien       |
| 11.    | 2004 | Skopje         | Nordmazedonien |
| 12.    | 2005 | Blagoevgrad    | Bulgarien      |
| 13.    | 2006 | Odessa         | Ukraine        |
| 14.    | 2007 | Blagoevgrad    | Bulgarien      |
| 15.    | 2008 | Blagoevgrad    | Bulgarien      |
| 16.    | 2009 | Budapest       | Ungarn         |
| 17.    | 2010 | Blagoevgrad    | Bulgarien      |
| 18.    | 2011 | Blagoevgrad    | Bulgarien      |
| 19.    | 2012 | Blagoevgrad    | Bulgarien      |
| 20.    | 2013 | Blagoevgrad    | Bulgarien      |
| 21.    | 2014 | Blagoevgrad    | Bulgarien      |
| 22.    | 2015 | Blagoevgrad    | Bulgarien      |
| 23.    | 2016 | Blagoevgrad    | Bulgarien      |
| 24.    | 2017 | Blagoevgrad    | Bulgarien      |
| 25.    | 2018 | Blagoevgrad    | Bulgarien      |
| 26.    | 2019 | Blagoevgrad    | Bulgarien      |
| 27.    | 2020 | ON-LINE        | ON-LINE        |
| 28.    | 2021 | ON-LINE        | ON-LINE        |
| 29.    | 2022 | Blagoevgrad    | Bulgarien      |
| 30.    | 2023 | Blagoevgrad    | Bulgarien      |

## Referenzen
1. ↑  Welcome to the IMC2018! imc-math.ddns.net, 28. Juli 2018, archiviert vom Original am 30. September 2018; abgerufen am 30. September 2018 (englisch).
2. ↑  Problems & Solutions IMC 2019. imc-math.org.uk, 28. Juli 2019, abgerufen am 5. November 2019 (englisch).
3. ↑  Former IMC participant among winners of Fields medal –  the 'Nobel prize for maths'. In: The Guardian. 1. August 2018, abgerufen am 19. Oktober 2018 (englisch).
4. ↑  International Congress of Mathematicians, Fields Medalists. uicm2018.org, 2. August 2018, archiviert vom Original am 30. März 2019; abgerufen am 7. November 2018 (englisch).
5. ↑  C Draganova: IMC – International Mathematics Competition for University Students. 21. Oktober 2022, abgerufen am 21. Oktober 2022 (englisch).
6. ↑  Fields Medals 2022 | International Mathematical Union (IMU). Abgerufen am 21. Dezember 2023.
7. ↑  IMC - International Mathematics Competition for University Students. 28. Oktober 2019, archiviert vom Original am 28. Oktober 2019; abgerufen am 21. Dezember 2023.  Info: Der Archivlink wurde automatisch eingesetzt und noch nicht geprüft. Bitte prüfe Original- und Archivlink gemäß Anleitung und entferne dann diesen Hinweis.
8. ↑  10th IMC 2003 Results. Archiviert vom Original am 29. Juli 2017; abgerufen am 21. Dezember 2023.  Info: Der Archivlink wurde automatisch eingesetzt und noch nicht geprüft. Bitte prüfe Original- und Archivlink gemäß Anleitung und entferne dann diesen Hinweis.
9. ↑  11th IMC 2004 Results. Archiviert vom Original am 28. Juli 2017; abgerufen am 21. Dezember 2023.  Info: Der Archivlink wurde automatisch eingesetzt und noch nicht geprüft. Bitte prüfe Original- und Archivlink gemäß Anleitung und entferne dann diesen Hinweis.
10. ↑  IMC2005Results. 18. Juli 2017, archiviert vom Original am 18. Juli 2017; abgerufen am 21. Dezember 2023.  Info: Der Archivlink wurde automatisch eingesetzt und noch nicht geprüft. Bitte prüfe Original- und Archivlink gemäß Anleitung und entferne dann diesen Hinweis.
11. ↑  Prizes/Closing Ceremony IMC 2022. imc-math.org.uk, 21. Oktober 2022, abgerufen am 21. Oktober 2022 (englisch).
12. ↑  UCL London’s Global University. ucl.ac.uk, 5. November 2018, abgerufen am 5. November 2018 (englisch).
13. ↑  J E Jayne UCL Home Page. ucl.ac.uk, 20. Juli 2018, abgerufen am 7. November 2018 (englisch).
14. ↑  Problems & Solutions IMC 2019. imc-math.org.uk, 28. Juli 2019, abgerufen am 5. November 2019 (englisch).